# Fridolin (Regionalzeitung)
Fridolin ist eine seit Oktober 1965 unter diesem Namen wöchentlich erscheinende Regionalzeitung mit Amtsblatt im Kanton Glarus. Gegründet wurde die Zeitung bereits 1928 unter dem Namen Anzeiger vom Gross- und Kleintal (gemeint sind das Linth- und das Sernftal). Der Name Fridolin ist vom Kantonsheiligen Fridolin von Säckingen und dem Wappenbild des Kantons hergeleitet. Das Einzugsgebiet ist das gesamte Glarnerland und anstossende Gemeinden. Redaktionssitz ist Schwanden GL. Die Zeitung erscheint im Fridolin Verlag Geschäftsleiter ist seit November 2019 Ernst Willi. Auf den 1. August 2022 hat Fridolin-Medien die Obersee Nachrichten von Somedia übernommen.
Die Zeitung positioniert sich nach eigenen Angaben als «klar wertekonservativ». Sie enthält die Rubriken News, Politik, Gesellschaft, Wirtschaft, Kultur und Sport.
Fridolin hat eine WEMF-beglaubigte Auflage von 2'017 (Vj. 2'138) verkauften bzw. 32'040 (Vj. 31'845) verbreiteten Exemplaren und eine Reichweite von 37'000 (Vj. 38'000) Lesern (WEMF MACH Basic 2018-II). 85 % der Leser befinden sich im Kanton Glarus.

## Geschichte
Walter Feldmann, ein 1888 geborener Buchdrucker und Schriftsetzer, gründete 1924 die Buchdruckerei Schwanden. Vier Jahre später lancierte er den Anzeiger vom Gross- und Kleintal. Sein 1930 geborener Sohn Walter Feldmann übernahm 1959 die Druckerei von seinem Vater. Er ergänzte das bisherige Anzeigenblatt mit redaktionellen Inhalten und nannte es ab Ende Oktober 1965 Fridolin. Betrug die Auflage 1928 noch 5000 Exemplare, stieg sie 1965 auf 15003 und beträgt 2024 WEMF-beglaubigt 32049 Exemplare.